# Unione Triestina 2012 S.S.D.
Unione Sportiva Triestina Calco (slovensko: Športna nogometna unija Triestina) ali na kratko samo Triestina je Italijanski nogometni klub iz mesta Trst. Od vseh tržaških nogometnih klubov je ta najuspešnejši, saj je nekaj časa igral tudi v Seriji A.
Njegov domači satadion je stadion Nereo Rocco.

## Zgodovina
Triestina ima bogato zgodovino, ki sega v leto 1919, ko je bil klub prvič ustanovljen. Triestina je igral v prvi sezone Serije A, ko je bila ta ustanovljena leta 1929. V seriji a je klub redno igral vse do leta 1957, ko je iz nje izpadel in od takrat ni več nastopal v njej. 
Po drugi svetovni vojni je imel težave igrati v italijanski ligi, saj zaradi ostrih političnih razmer med Italijo in SFR Jugoslavijo ni moral igrati na njegovem domačem stadionu, tako kot vsi ostali klubi v Trstu. Nekateri od teh klubov so tudi igrali v jugoslovanskih ligah.
Med najbolj znanimi osebnostmi kluba je Nereo Rocco, ki je Triestino vodil kot selektor od leta 1947 in z njo v sezono 1947 uspel doseči drugo mesto v Seriji A. Vodil jo je vse do leta 1956 in z njo dosegel dobre rezultate. Po njem je tudi poimenovan domači stadion kluba.
Klub je od konca hladne vojne večkrat propadel zaradi finančnih težav in bil ponovno ustanovljen kar trikrat, zadnjič leta 2016 pod trenutnim imenom. Zaradi finančnih težav je v sezoni 2011/12 izpadel v Serijo D, ki je četrti kakovostni razred Italijanske nogometne zveze (FIGC).

## Dosežki
| Ime lige/pokala             | Št. zmag | Sezona                             |
| --------------------------- | -------- | ---------------------------------- |
| Serija B                    | 1        | 1957-58                            |
| Serija C                    | 4        | 1961-62, 1982-83, 1988-89, 2001-02 |
| Serija C2                   | 1        | 2000-01                            |
| Serija D                    | 4        | 1971-72, 1975-76, 1994-95, 2016-17 |
| Eccellenza (Slo: Odličnost) | 1        | 2012-13                            |
| Pokal italije Serije C      | 1        | 1993–94                            |